# 쥬라기 원시전 (애니메이션)
《쥬라기 원시전》은 대한민국의 RTS게임 쥬라기원시전2를 바탕으로 제작된 애니메이션이다. 대한민국에서 최초로 게임콘텐츠를 애니메이션으로 제작한 것이다. 총 25억원이 투입되었으며 이중에서 위자드소프트가 12% 프랑스의 RG France가 25%를 투자했다. 대한민국에서는 문화방송에서 방영되었다.

## 제작진
- 기획: MBC, 라온 픽쳐스
- 프로듀서: 박상준
- 총감독: 이기영
- 제작기획: 허관우, 이상주, 박정모, 백병구
- 시나리오: 조정희
- 캐릭터 설정: 신병청, 김도식
- 배경감독: 김현동
- 배경설정: 정윤철, 김상수
- 색지정: 이광수
- 수퍼바이저: 정세영, 홍진성, 정재영
- 스토리보드: 김완수, 주홍수, 신성훈, 김태원, 강원영
- 타임시트: 김송환, 문지민, 권오성, 박영철, 장홍서
- 레이아웃: 김성칠, 이상복, 박상원, 조용운
- 연출감독: 임성택, 고정완, 백문석, 박연섭, 박세현, 문동연, 여영욱
- 진행: 강희태, 박용준, 김대중
- 메인 프로덕션: RG Prince Film
- 포스트 프로덕션: 레전드 사운드
- 사운드 감독: 이영빈
- 주제가 작·편곡: 황정희, 류휘만
- 노래: 김문선, 반미현
- 목소리 출연: 김기현, 이인성, 이선주, 최덕희, 안장혁, 박지훈, 윤성혜
- 공동제작: RG France
- 제작지원: 위자드 소프트, YB 파트너스

## 방영일
- 최초방영

문화방송 2002년 9월 18일 ~ 2002년 12월 11일 매주 수요일 오후 4시 30분
- 재뱡영

문화방송 2003년 5월 28일 ~ 2003년 8월 20일 매주 목요일 오후 4시 30분

## 등장인물
- 니우: 성우 최덕희
- 테라: 성우 김기현
- 우불라: 성우 이인성
- 임프: 성우 이선주
- 데카/알로: 성우 안장혁
- 페록스: 성우 박지훈
- 자르/질리아: 성우 윤성혜